# Septoria helianthi
Septoria helianthi è una specie di fungo ascomicete della famiglia delle Mycosphaerellaceae. Parassita, causa la septoriosi delle piante di girasole.